# プレナ幕張
プレナ幕張（プレナまくはり）は、千葉県千葉市美浜区の幕張新都心にある、大和ハウスリアルティマネジメントが運営するショッピングセンターである。海浜幕張駅南口とペデストリアンデッキを介し接続している。

## 概要

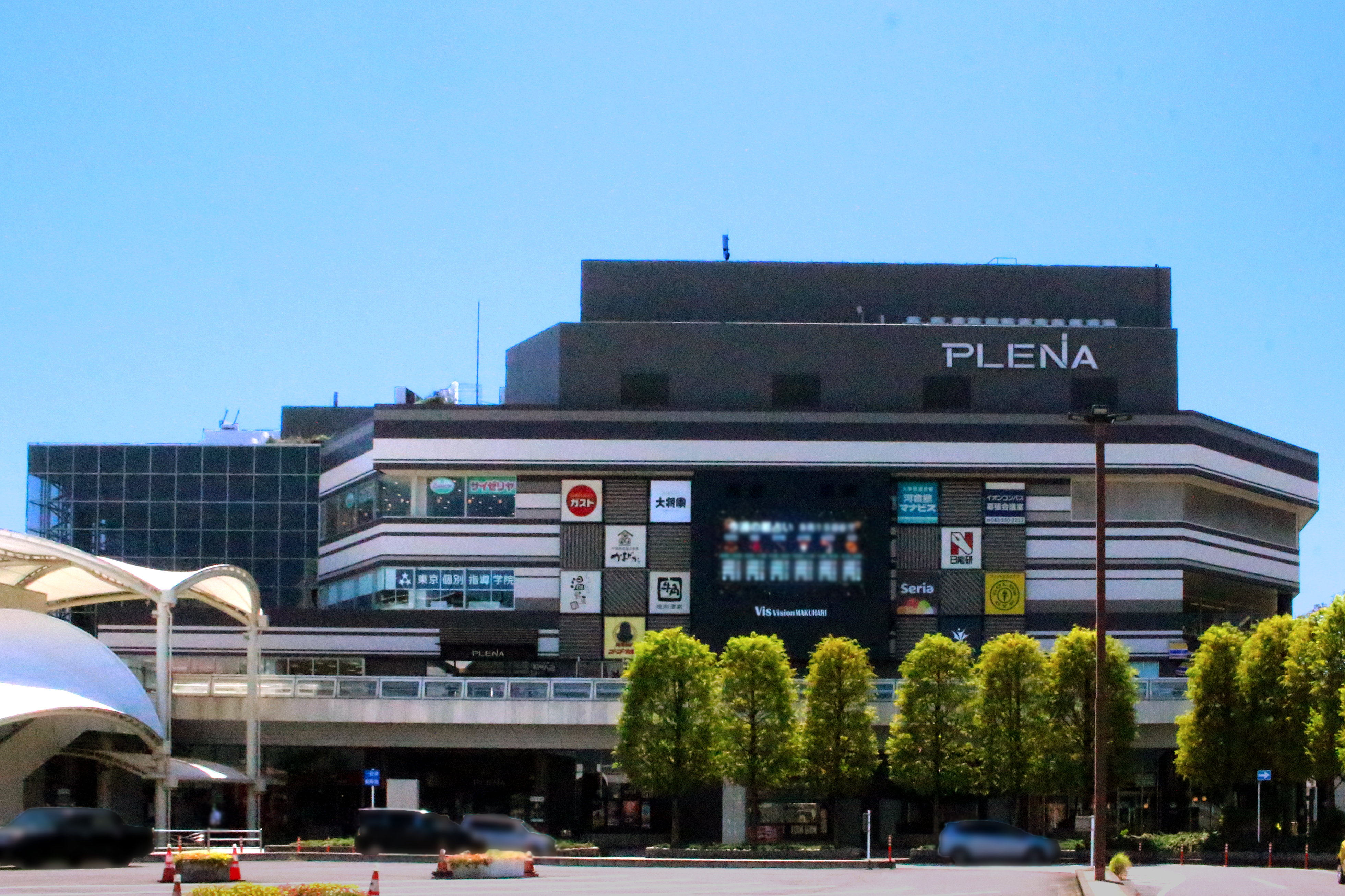
海浜幕張駅側から望む当施設

1993年（平成5年）7月2日、幕張新都心のオアシスをコンセプトに海浜幕張駅南口に竣工し、用途はファッション、生活雑貨、飲食店、サービスのショッピングセンター、階数は地上6階建てである。
プレナ（Plena）という言葉は、エスペラントで「満ち足りた」「充足した」「ぎゅうづめの」という意味の形容詞・プレーナ（Plena）由来のネーミングとなっている。
2020年東京オリンピックの追加種目として採用されたスポーツクライミングが気軽に楽しめるよう、グリーンアロー株式会社がプレナ幕張と8ヶ月以上の構想を練って2016年（平成28年）8月19日に、2階エントランスに高さ12メートルのクライミングウォールを設置し営業を開始した。また、2017年（平成29年）11月にはリニューアルを実施し、大型屋外ビジョン（デジタルサイネージ）が配置され、駅利用者や通行人へ向けて日夜コマーシャル映像やミュージックビデオを流し続けている。
2020年東京オリンピック・パラリンピックに向け、千葉市は観戦客などが利用する海浜幕張駅から競技会場となる幕張メッセまでのルートを市独自でバリアフリー化する方針を決めた。プレナ幕張はペデストリアンデッキで囲まれておりアクセシブルルート（バリアフリー化の整備）上に位置している。国際パラリンピック委員会のガイドラインを参考に、大会組織委員会が定めたバリアフリー化の指針「Tokyo2020アクセシビリティ・ガイドライン」に沿って整備し、2019年度末までに完成させる予定となっている。

## 歴史
ケン不動産リース（ケン・コーポレーションの関連会社）が2004年（平成16年）から運営していたが、現在は大和ハウスリアルティマネジメント株式会社が運営している。
- 1993年（平成5年）7月 - プレナ幕張を竣工。
- 2004年（平成16年） - ケン不動産リース（ケン・コーポレーションの関連会社）が取得[10]。
- 2017年（平成29年）11月 - リニューアル実施。

## 主なテナント
以下、店舗数（2018年2月時点）。
- 店舗数合計：59店舗
- ファッション：1店舗
- 生活雑貨：5店舗
- 飲食・グルメ：31店舗
- サービス：22店舗

施設の紹介

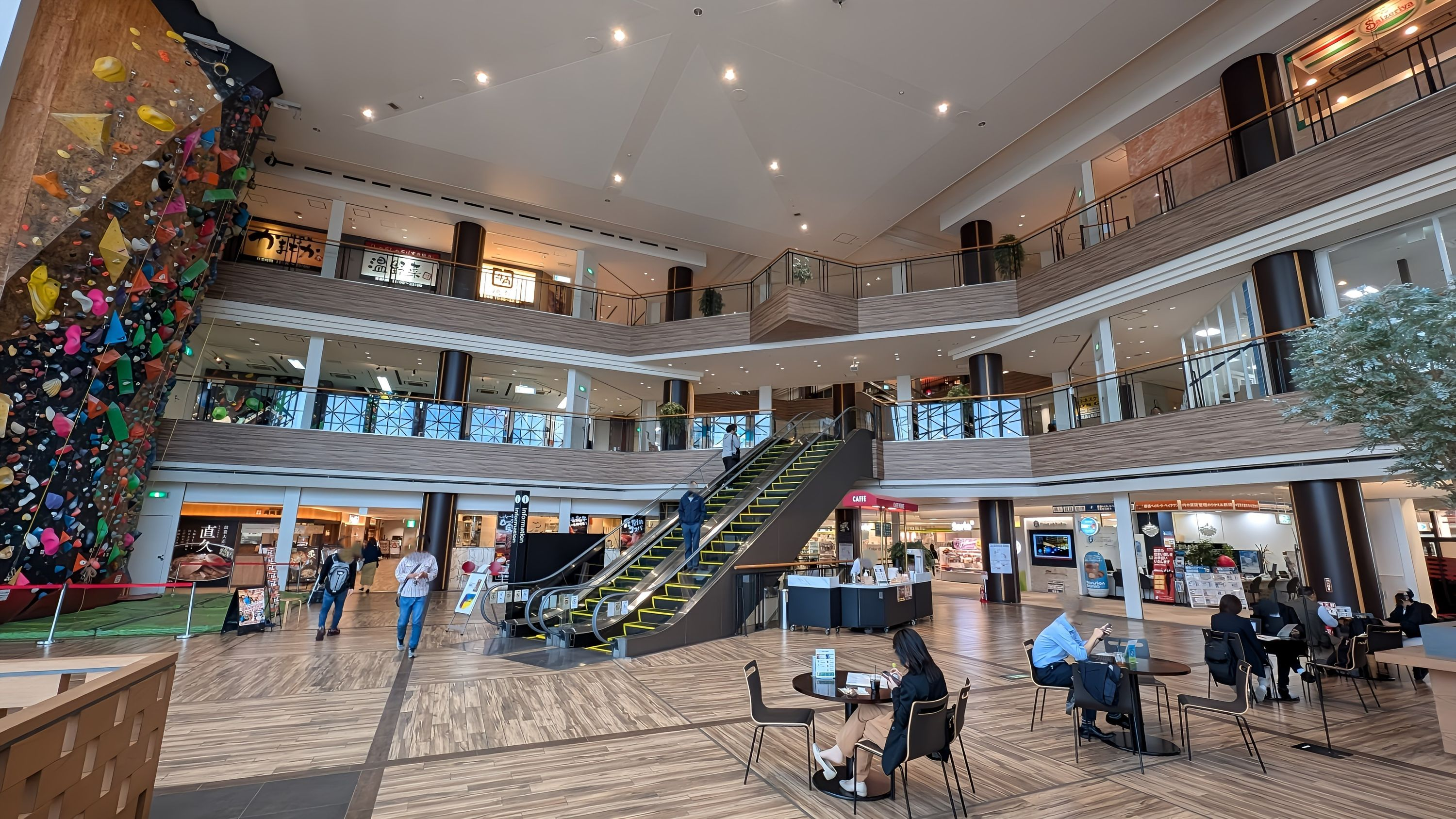
2Fのアトリウム
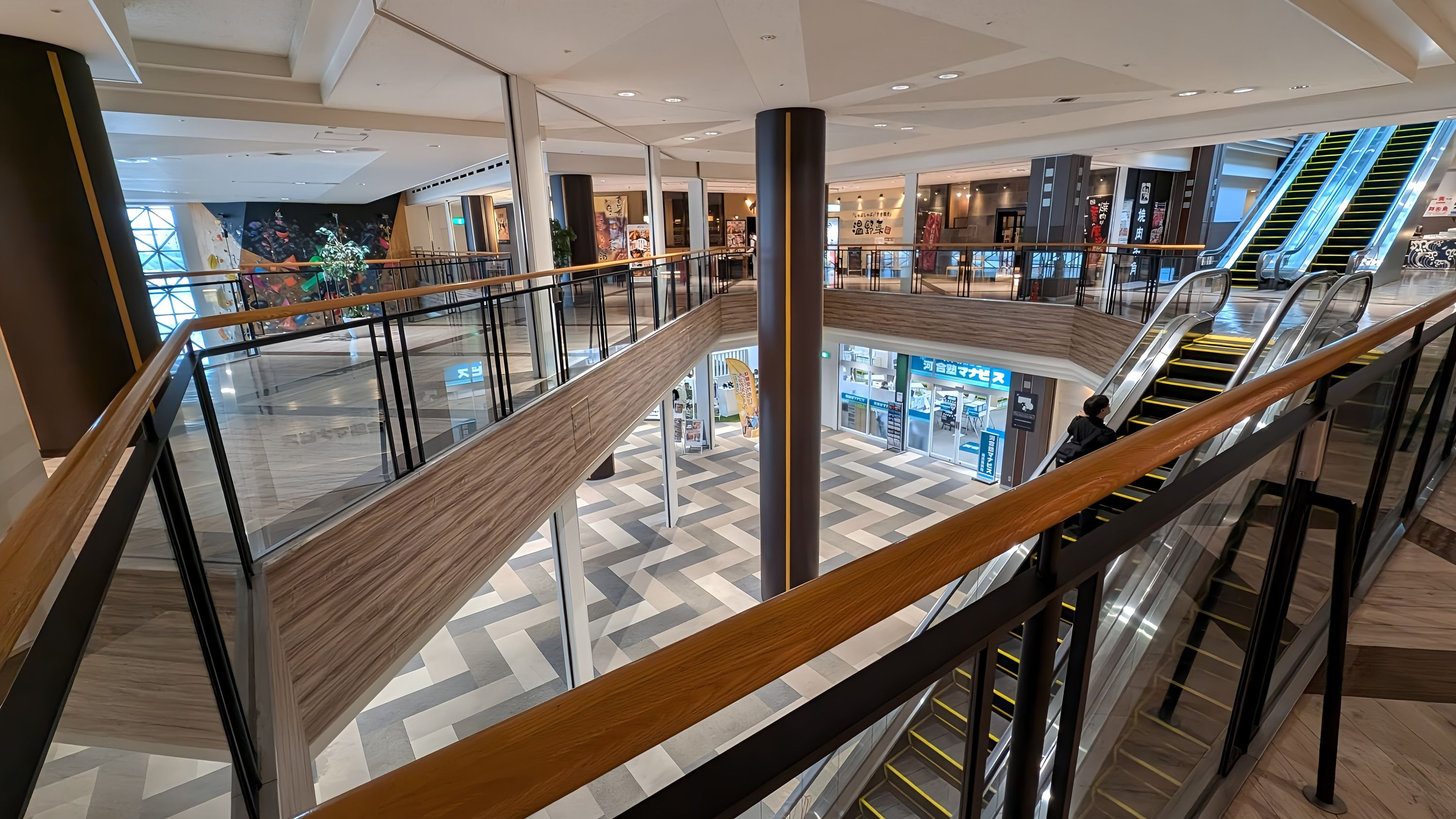
3F・4Fの吹き抜けの空間
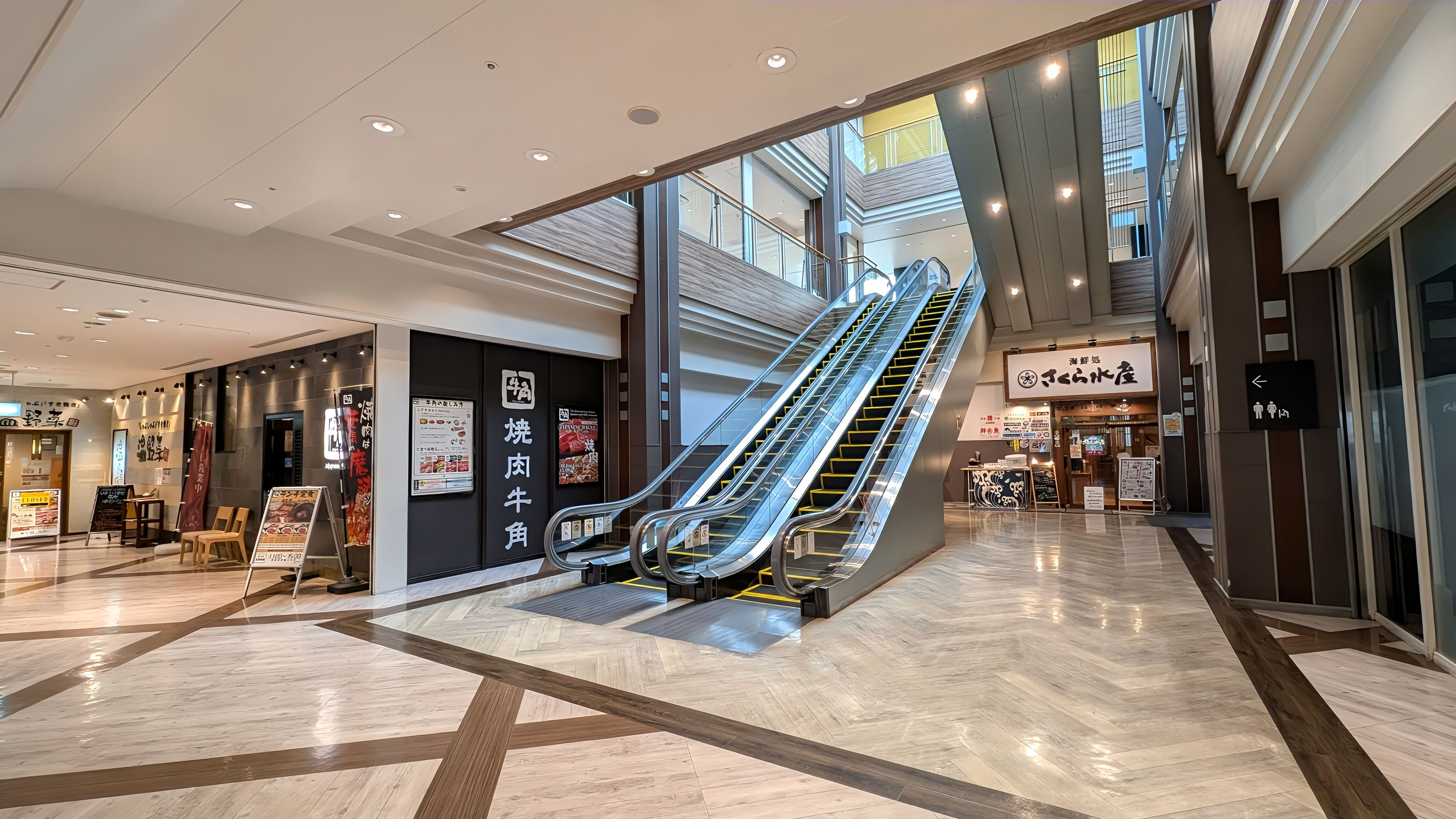
4F・5Fのエスカレーター
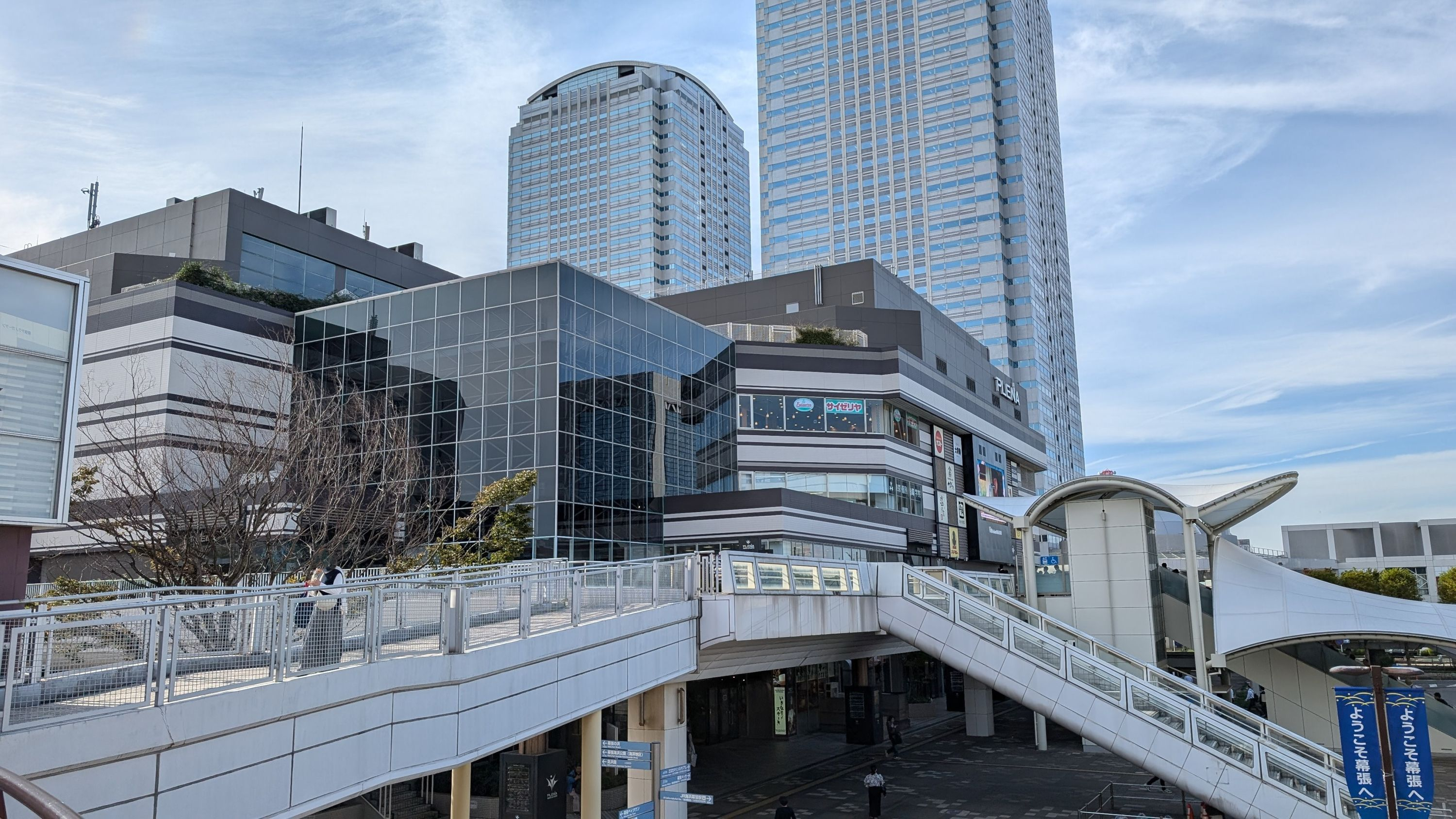
三井アウトレットパークに連なるペデストリアンデッキ

## 周辺施設
海浜幕張駅周辺の商業施設
- ペリエ海浜幕張（駅ビル）
- aune幕張
- メッセ・アミューズ・モール
- イオン海浜幕張店
- ルームデコ幕張新都心店など

## アクセス

### 公共交通機関
- JR京葉線 海浜幕張駅南口から徒歩2分

### 自動車
- 東関東自動車道 湾岸習志野インターチェンジ・湾岸千葉インターチェンジからそれぞれ約5分
- 近隣の提携駐車場（有料）